# Équipe des Émirats arabes unis de cricket
 (février 2024).
Si vous disposez d'ouvrages ou d'articles de référence ou si vous connaissez des sites web de qualité traitant du thème abordé ici, merci de compléter l'article en donnant les références utiles à sa vérifiabilité et en les liant à la section « Notes et références ».
L’Équipe des Émirats arabes unis de cricket est l'équipe nationale de cricket des Émirats arabes unis. Elle dispute son premier match en 1976. La fédération de cricket des Émirats arabes unis, l'Emirates Cricket Board, dont elle dépend, devient membre de l'International Cricket Council (ICC) en 1989. Elle joue son premier match au statut ODI en 1994. Elle participe à sa première Coupe du monde en 1996 et à sa seconde en 2015.

## Palmarès
| Coupe du monde de cricket - 1996 : premier tour |  | ICC Trophy - 1994 : vainqueur - 1997 : 10e - 2001 : 5e - 2005 : 6e |